# 阿瓦丁
阿瓦丁，是西班牙加利西亚自治区卢戈省的一个市镇。 总面积196平方公里，总人口3399人（2001年），人口密度17人/平方公里。